# Richard von Wentzel
Richard Adam Wentzel, seit 1907 von Wentzel (* 13. April 1850 in Jehserig, Niederlausitz; † 28. Mai 1916 in Kassel) war ein deutscher Verwaltungsjurist. Er war Oberpräsident in der preußischen Provinz Hannover.

## Leben
Richard Wentzel studierte Rechtswissenschaften und promovierte zum Dr. jur.
Seine berufliche Laufbahn begann 1878 als Regierungsassistent in Lüneburg.
Von 1880 bis 1881 war er kommissarischer Landrat in Neustadt in Westpreußen, danach von 1882 bis 1886 Landrat in Hofgeismar, sowie von 1886 bis 1889 Landrat in Marburg.
Im Jahr 1889 wurde er ins preußische Ministerium für Landwirtschaft berufen, und dort ab 1890 Vortragender Rat sowie 1895 Geheimer Oberregierungsrat.
1895 bis 1898 war Wentzel Regierungspräsident in Koblenz und von 1898 bis 1902 Regierungspräsident in Wiesbaden.
In den Jahren 1902 bis 1914 war Richard Wentzel Oberpräsident der preußischen Provinz Hannover.
Am 26. August 1907 wurde Wentzel in den preußischen Adelsstand erhoben.

## Familie
Richard Wentzel heiratete 1885 Elisabeth Jachmann, eine Nichte des Komponisten Richard Wagner.